# Llista de fonts i mines de Terrassa
Aquesta llista de fonts i mines de Terrassa és un recull incomplet de les fonts naturals i mines que es troben actualment al terme municipal de Terrassa (el Vallès Occidental):
- Font Fonda
- Font de Can Sales
- Mina de Can Bonvilar
- Font de la Grípia
- Font de Can Figueres
- Font de Can Jofresa
- Font de la Misèria
- Font de Montserrat
- Font de Sant Miquel
- Font dels Jubilats
- Mina de Can Viloca
- Mina de Can Conillera
- Font del Llimac
- Font del Troncó
- Font de la Cirera
- Font de l'Àlber
- Font del Senyor Ramon
- Font de l'Om
- Font del Racó
- Font de la Bardissa
- Font Trobada
- Font d'en Janot
- Font de Colomers
- Font de la Teula
- Font Freda de Can Missert
- Font del Roser
- Font del Camí Ral
- Font de Can Cardús
- Font Moixell o dels Caçadors
- Font del Ferro
- Font de Can Poal
- Font de la Cogullada
- Font del Tintorer
- Font de Santa Maria
- Font del Rossinyol
- Font de Can Parellada
- Font de Sant Josep
- Font de les Canyes
- Font de l'Argelaguet
- Font de la Moreria
- Font de Can Gotelles
- Font de Can Font de Gaià
- Font dels Caus del Guitard
- Font de l'Ocell Viu
- Font de Sant Jordi
- Font de Guitard
- Mina de Can Matas
- Font de Can Boada del Pi
- Font de Can Bogunyà
- Font de Can Torrella del Mas
- Font de l'Espardenyera[1][2]